# Larroque (Alto Garona)
Larroque (em occitano:  Era Arròca) é uma comuna francesa na região administrativa da Occitânia, no departamento do Alto Garona. Estende-se por uma área de 19.83 km², com 290 habitantes, segundo o censo de 2018, com uma densidade de 15 hab/km².